# McDonald's Burnie International 2014
Il McDonald's Burnie International 2014 è stato un torneo di tennis facente parte della categoria ATP Challenger Tour nell'ambito dell'ATP Challenger Tour 2014 e dell'ITF Women's Circuit nell'ambito dell'ITF Women's Circuit 2014. È stata la 12ª edizione del torneo maschile e la 6a di quello femminile. Il torneo si è giocato a Burnie in Australia dal 27 gennaio al 2 febbraio 2014 su campi in cemento e aveva un montepremi di $50,000.

## Partecipanti singolare ATP

### Teste di serie
| Nazionalità | Giocatore          | Ranking* | Testa di serie |
| ----------- | ------------------ | -------- | -------------- |
| Stati Uniti | Bradley Klahn      | 93       | 1              |
| Australia   | James Duckworth    | 132      | 2              |
| Giappone    | Tatsuma Itō        | 156      | 3              |
| Giappone    | Hiroki Moriya      | 204      | 4              |
| Australia   | Matt Reid          | 227      | 5              |
| Australia   | John-Patrick Smith | 229      | 6              |
| Paesi Bassi | Boy Westerhof      | 240      | 7              |
| Australia   | Greg Jones         | 259      | 8              |

- Ranking al 13 gennaio 2014.

### Altri partecipanti
Giocatori che hanno ricevuto una wild card:
- Jacob Grills
- Omar Jasika
- Jarmere Jenkins
- Bradley Mousley

Giocatori che sono passati dalle qualificazioni:
- Ryan Agar
- Harry Bourchier
- Adam Hubble
- Christopher O'Connell
- Dayne Kelly (lucky loser)

Giocatori che hanno ricevuto un entry con un protected ranking:
- Roman Vögeli

## Partecipanti singolare WTA

### Teste di serie
| Nazionalità | Giocatrice      | Ranking* | Testa di serie |
| ----------- | --------------- | -------- | -------------- |
| Polonia     | Magda Linette   | 122      | 1              |
| Stati Uniti | Irina Falconi   | 142      | 2              |
| Australia   | Ashleigh Barty  | 155      | 3              |
| Australia   | Olivia Rogowska | 169      | 4              |
| Croazia     | Tereza Mrdeža   | 179      | 5              |
| Giappone    | Erika Sema      | 181      | 6              |
| Giappone    | Eri Hozumi      | 199      | 7              |
| Stati Uniti | Julia Cohen     | 201      | 8              |

- Ranking al 13 gennaio 2014.

### Altre partecipanti
Giocatrici che hanno ricevuto una wild card:
- Lizette Cabrera
- Tammi Patterson
- Ellen Perez
- Sara Tomic

Giocatrici che sono passate dalle qualificazioni:
- Fiona Ferro
- Rika Fujiwara
- Jessica Moore
- Aleksandrina Najdenova

## Vincitori

### Singolare maschile
Matt Reid ha battuto in finale  Hiroki Moriya con il punteggio di 6–3 6–2

### Doppio maschile
Matt Reid /  John-Patrick Smith hanno battuto in finale  Toshihide Matsui /  Danai Udomchoke con il punteggio di 6–4, 6–2

### Singolare femminile
Misa Eguchi ha battuto in finale  Elizaveta Kuličkova con il punteggio di 4–6, 6–2, 6–3

### Doppio femminile
Jarmila Gajdošová /  Storm Sanders hanno battuto in finale  Eri Hozumi /  Miki Miyamura con il punteggio di 6–4, 6–4